# Ormoc
Ormoc es una ciudad ubicada en las Bisayas Orientales, Filipinas. Se situada en la provincia de Leyte en la isla de Leyte. Es una ciudad componente independiente y sus ciudadanos no votan en los elecciones por los oficiales provinciales. En el Congreso filipino la ciudad se representa en el cuarto distrito de Leyte. Según el censo del año 2000, la ciudad posee una población de 154.297 habitantes.

## Barangayes (barrios)
La ciudad de Ormoc se subdivide en 110 barangays.
| - Alegría - Bagong - Labrador (Balion) - Bantigue - Batuan - Biliboy - Borok - Cabaon-an - Cabulihan - Cagbuhangin - Can-adieng - Can-untog - Can-alo - Catmon - Cogon Combado - Concepción - Curva - Danao - Dayhagan - Barangay 1 (Pob.) - Barangay 2 (Pob.) - Barangay 3 (Pob.) - Barangay 4 (Pob.) - Barangay 5 (Pob.) - Barangay 6 (Pob.) - Barangay 7 (Pob.) - Barangay 8 (Pob.) - Barangay 9 (Pob.) - Barangay 10 (Pob.) | - Barangay 11 (Pob.) - Barangay 12 (Pob.) - Barangay 13 (Pob.) - Barangay 14 (Pob.) - Barangay 15 (Pob.) - Barangay 16 (Pob.) - Barangay 17 (Pob.) - Barangay 18 (Pob.) - Barangay 19 (Pob.) - Barangay 20 (Pob.) - Barangay 21 (Pob.) - Barangay 22 (Pob.) - Barangay 23 (Pob.) - Barangay 24 (Pob.) - Barangay 25 (Pob.) - Barangay 26 (Pob.) - Barangay 27 (Pob.) - Barangay 28 (Pob.) - Barangay 29 (Pob.) - Dolores - Domonar - Don Felipe Larrazabal - Donghol - Esperanza - Hibunawon - Hugpa - Ipil - Lao | - Libertad - Liloan - Linao - Mabini - Macabug - Magaswi - Mahayag - Mahayahay - Manlilinao - Margen - Mas-in - Matica-a - Milagro - Monterico - Nasunogan - Naungan - Nueva Vista - Patag - Punta - Quezon, Jr. - Rufina M. Tan - Sabang Bao - Salvación - San Antonio - San Isidro - San José - San Juan - San Vicente | - Santo Niño - San Pablo (Simangan) - Sumangga - Valencia - Airport - Cabintan - Camp Downes - Gaas - Green Valley - Licuma - Liberty - Leondoni - Nueva Sociedad - Tambulilid - Tongonan - Don Potenciano Larrazabal - Kadaohan - Guintigui-an - Danhug - Alta Vista - Bagong Buhay - Bayog - Doña Feliza Z. Mejia - Juaton - Luna - Mabato |

## Demografía
| 129 456 | 154 297 | 143 186 | 177 524 | 191 200 |

Los nativos de esta ciudad reciben el nombre de ormocanos, y la mayoría  hablan la lengua cebuana al igual que todo el oeste y el sur de la isla de Leyte. Los habitantes possen mayor relación con los pueblos vecinos y Cebú que con los del este de Leyte ya que son zonas de habla Waray. Étnicamente, Ormoc se jacta de ser una ciudad cebuana.
Como la mayoría de los filipinos, lo ormocanos pertenecen predominantemente a la confesión católica, y la ciudad celebra su fiesta anual en honor de los santos patronos San Pedro y San Pablo el 28 y el 29 de junio. Otras festividades de santos católicos, incluyendo las fiestas locales de los barangay, se celebran durante todo el año. También hay una minoría musulmana dentro de la ciudad y toda la isla como se puede apreciar por la aparición ocasional de mezquitas en el paisaje urbano, siendo la mayoría de ellos son Maranaos de Mindanao.